# Psicòtrop
|  | No s'ha de confondre amb Medicació psiquiàtrica. |

Un psicòtrop és una substància química que actua principalment sobre el sistema nerviós central. Algunes són prescrites amb finalitats terapèutiques (medicació psicotròpica o psicofàrmacs), de les quals no es parla en aquest article.
La seva acció comporta canvis temporals sobre la percepció, l'estat d'ànim, l'estat de consciència i el comportament. Un psicòtrop pot actuar com a depressor (alenteix el sistema nerviós central), estimulant (activa el sistema nerviós central) o al·lucinogen (indueix al·lucinacions, alteracions de les percepcions i altres deformacions de funcionament del sistema nerviós central).
Moltes de les substàncies psicoactives produeixen canvis subjectius als estats de consciència i d'humor que poden ser experimentats com a plaents (com l'eufòria) o útils (estat d'alerta augmentat). Això, conjuntament amb els seus efectes bioquímics, n'afavoreixen l'addicció, és a dir el consum excessiu amb grans riscos i conseqüències negatives per la salut.

## Classificació
Les drogues psicoactives es divideixen en 3 grans grups en funció dels seus efectes farmacològics:
- Estimulants. Substàncies que desperten, estimulen la ment i poden arribar a causar eufòria però sense alterar la percepció.

Exemples: cafè, tabac, amfetamines, te, cacau, guaraní, ephedra, cat i coca.
- Depressors. Inclouen sedants, hipnòtics i narcòtics. Calmen, adormen, disminueixen l'ansietat i atordeixen els sentits.

Exemples: opioides, barbitúrics, benzodiazepines i l'alcohol.
- Al·lucinògens. Incloent psicodèlics, dissociatius i delirants. Aquesta categoria engloba totes les substàncies que produeixen alteracions a la percepció (incloent la percepció de l'espai i el temps) així com alteren els estats emocionals.

Exemples: psilocibina, LSD, Salvia divinorum, marihuana i òxid de dinitrogen.